# 水沢バイパス
水沢バイパス（みずさわバイパス）は、岩手県奥州市を通る国道4号旧道のバイパス道路である。

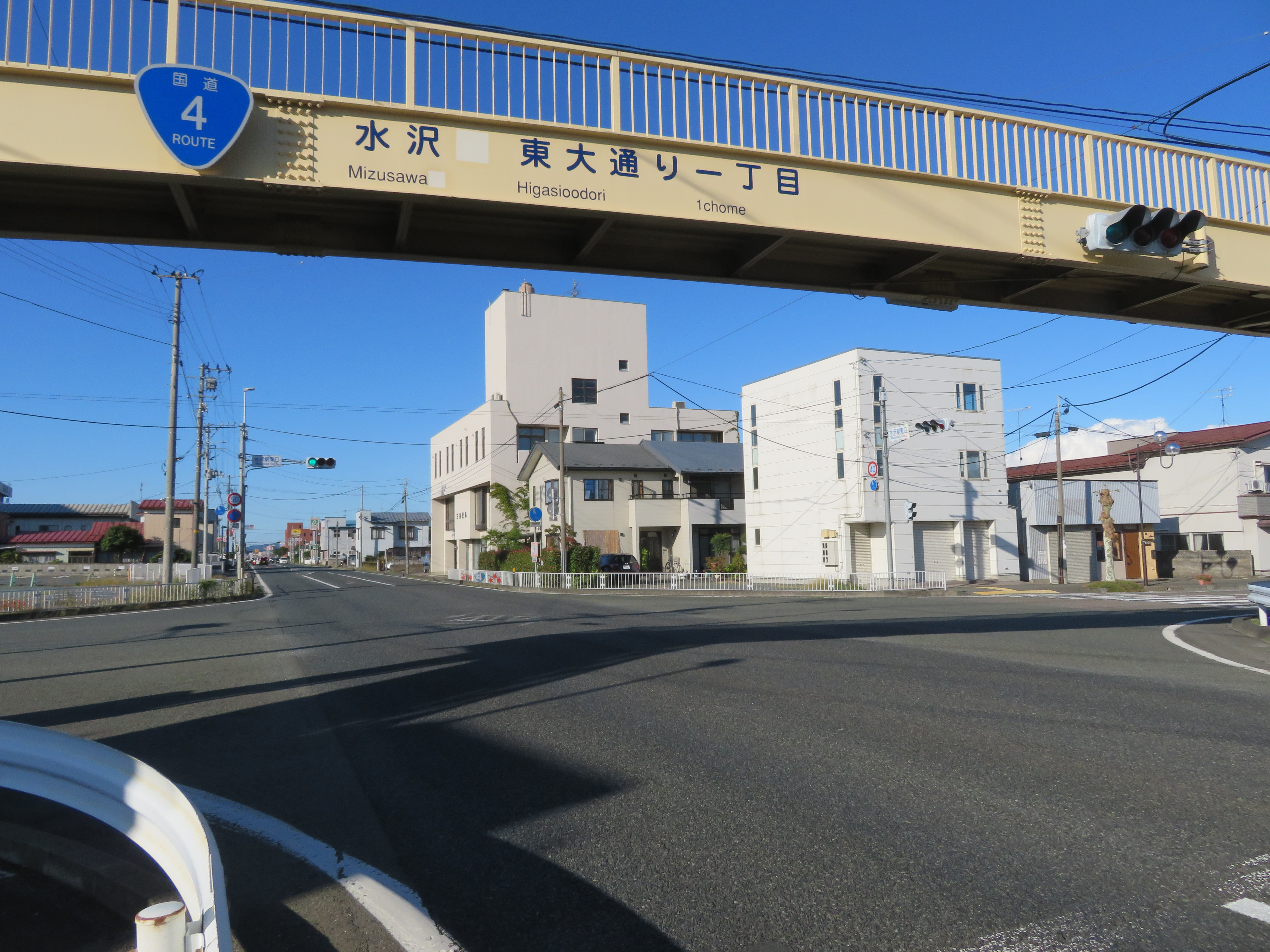
岩手県奥州市水沢東大通り１丁目付近

## 途中交差する道路など
- 国道343号（奥州市水沢中田町・奥州警察署入口）
- 国道397号（奥州市水沢太日通り二丁目）
- 岩手県道8号水沢米里線（奥州市水沢佐倉河字道下）
- 岩手県道251号玉里水沢線（奥州市水沢佐倉河字鐙田）

## 概要
水沢市（当時）中心部における渋滞緩和と直角コーナー(複数交差点におけるルートの右左折)解消の目的で1970年9月に整備された。しかし全区間片側1車線であり、沿道の都市化進展と交通量の急増によって当線の渋滞は慢性化。2代目のバイパスとして当線の東側に水沢東バイパスが整備中である(北側が部分開通済み、2025年度全線開通見込み)